# هواسونغ-17
هواسونغ-17 هو صاروخ باليستي عابر للقارات من إنتاج كوريا الشمالية. تم الكشف عنه لأول مرة في 10 أكتوبر 2020 بمناسبة الذكرى ال75 لتأسيس حزب العمال الكوري.
يعتبر الصاروح نسخة محسنة من صاروخ هواسونغ-15، وهو قادر على حمل عدة رؤوس حربية ونووية  ويصل مداه إلى 13 ألف كيلومتر.زادت عمليات إطلاقه وتجربته خلال العمليات العسكرية الروسية في أوكرانيا.